# Pont de la Torre
El Tower Bridge és un pont llevadís penjant de Londres, Anglaterra, sobre el riu Tàmesi. Va ser construït entre 1886 i 1894, dissenyat per Horace Jones i estructurat per John Wolfe Barry amb l'ajuda de Henry Marc Brunel. Travessa el riu Tàmesi a prop de la Torre de Londres i és un dels cinc ponts de Londres propietat i mantingut per Bridge House Estates, una fundació benèfica fundada el 1282. El pont es va construir per donar un millor accés a l'East End de Londres, que havia ampliat el seu potencial comercial al segle XIX. El pont va ser obert per Edward, príncep de Gal·les i Alexandra, princesa de Gal·les el 1894.
El pont fa 240 metres de llargada i consta de dues torres de 65 metres connectades al nivell superior per dues passarel·les horitzontals, i un parell central de basculants que es poden obrir per permetre el transport. Originalment accionat hidràulicament, el mecanisme de funcionament es va convertir en un sistema electrohidràulic el 1972. El pont forma part de la carretera A100 London Inner Ring Road i, per tant, el límit de la zona de càrrega de congestió de Londres, i continua sent una ruta de trànsit important amb 40.000 usuaris cada dia. La coberta del pont és de lliure accés tant per als vehicles com per als vianants, mentre que les torres bessones del pont, les passarel·les d'alt nivell i les sales de màquines victorianes formen part de l'exposició del Tower Bridge.
El Tower Bridge s'ha convertit en un element simbòlic de Londres. De vegades es confon amb el Pont de Londres, situat a uns 800 metres aigües amunt, que ha donat lloc a una persistent llegenda urbana sobre un nord-americà que va comprar el pont equivocat.

## Disseny
A la segona meitat del segle dinou, el desenvolupament comercial de l'East End de Londres va dur a la necessitat de construir un nou pas per sota del London Bridge. De tota manera, un pont tradicional no serviria i tallaria l'accés a la "Piscina de Londres", entre el Pont de Londres i la Torre de Londres. S'havia obert un túnel sota el Tàmesis el 1870, el Tower Subway, però només hi podien passar vianants.
Un Comité Especial Pont o Pas Soterrat es va formar el 1876 per a trobar una solució al problema del pas del riu. Es va fer un concurs públic i es van presentar uns 50 dissenys. De tota manera, va existir controvèrsia a l'avaluació dels dissenys i no va ser fins al 1884 que un disseny enviat per Horace Jones, l'Arquitecte de la Ciutat, es va aprovar finalment.
El disseny de Jones era un pont bàscula d'uns 244 m de llarg amb dues torres, cadascuna de 65 m d'alçada. La llum central de 61 m entre les torres està dividida en dues fulles, que es poden aixecar fins a un angle de 86º (gairebé vertical) per a permetre el trànsit fluvial. Tot i que cada fulla pesa unes 1.000 tones, estan contapesades per a minimitzar la força i el temps necessari per a aixecar-les, i es poden aixecar en un minut. El mecanisme hidràulic original estava alimentat per aigua a pressió. Avui en dia el mecanisme és elèctric.

### Senyalització i control
Per controlar el pas del tràfic fluvial sota el pont, s'han usat diverses normes i senyals diferents. Durant el dia, el tràfic era controlat per semàfors vermells, col·locats en petites cabines de control a cada extrem dels dos pilars del pont. A la nit, s'utilitzaven llums de colors, a cada direcció, en ambdues torres: dues llums vermelles per indicar que el pont estava tancat, i dos verds per indicar que estava obert. Amb boira, també es tocava un gong.
Els bucs que passessin pel pont també havien de mostrar senyals: durant el dia, havien de col·locar al capdamunt, a la vista, una bola negra d'almenys 60 cm de diàmetre; a la nit, dues llums vermelles en la mateixa posició. Si hi havia boira havien de fer sonar de manera repetida el xiulet de vapor del vaixell. Si es penjava una bola negra des del centre de cada passarel·la (o una llum vermella a la nit), això indicava que el pont no es podia obrir. Aquests senyals eren repetits uns 900 m riu avall, a Cherry Garden Pier, on els vaixells que necessitaven passar pel pont havien d'hissar els seus senyals o llums i tocar la seva botzina, segons correspongués, per alertar al mestre del pont. Alguns dels mecanismes de control de l'equip de senyalització s'han conservat i es poden veure en funcionament en el museu del pont.

## Construcció

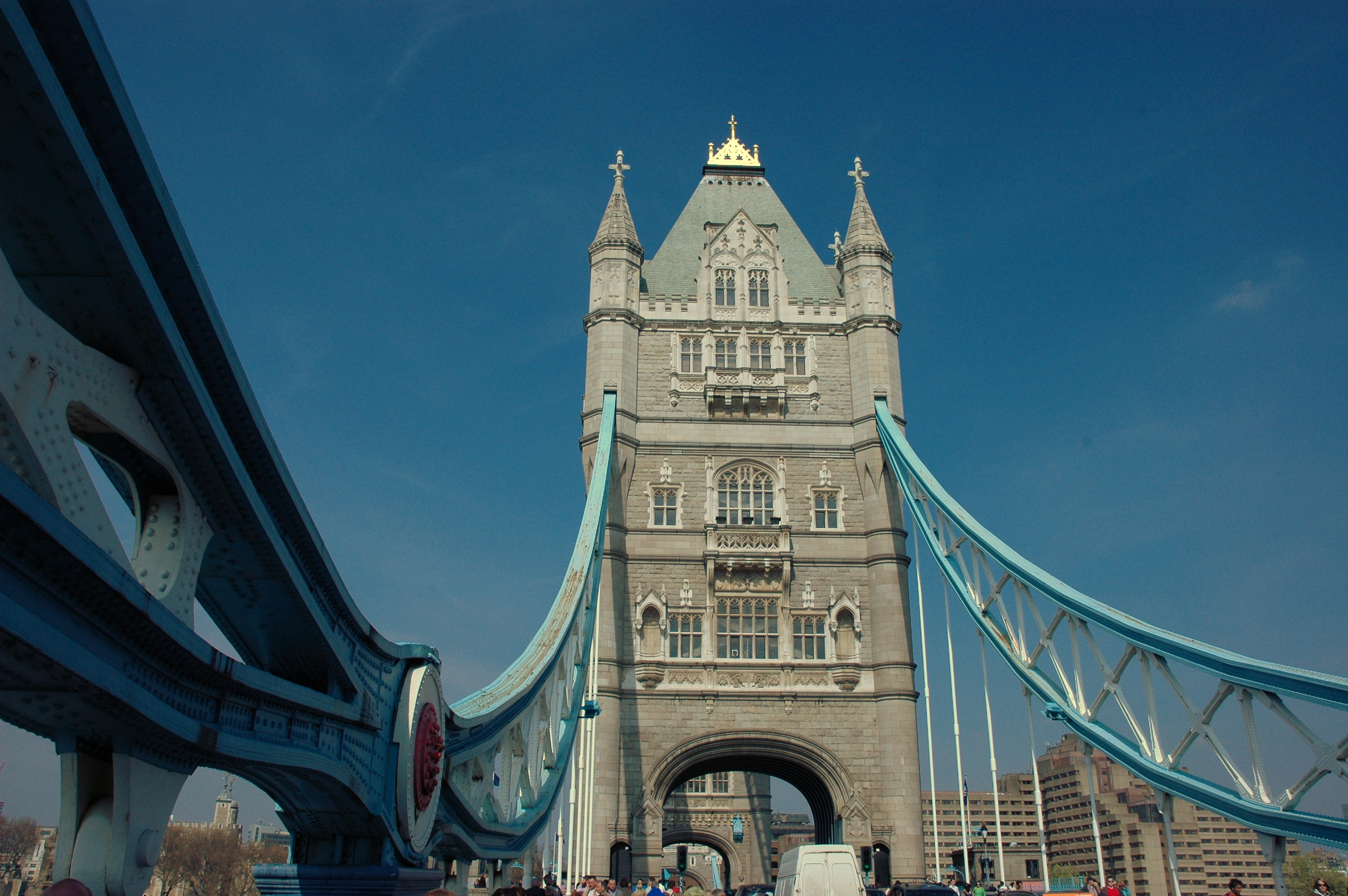
El pont des de dins

La construcció del pont va començar el 1886 i es van invertir 8 anys, amb 5 grans constructores i 432 treballadors. Es van usar aproximadament 11.000 tones d'acer (que eren l'estructura de torres i vies). Tot es va revestir amb granit de Cornualles and i pedra de Portland, per a protegir l'estructura i millorar l'aspecte.
Jones va morir el 1887, i el seu enginyer en cap, Sir John Wolfe-Barry, va continuar el projecte. Wolfe-Barry va substituir el disseny original d'estil medieval de Jones amb una ornamentació victoriana (estil neogòtic) que fa del pont una atracció.
El pont es va obrir el 1894.

## El Tower Bridge avui
El pas de vianants a gran alçada no era gaire usat i es va tancar el 1910, però ara s'ha obert. Les torres i les voreres contenen una exposició de la història del pont, incloent les màquines de vapor originals que havien mogut el pont.
Les fulles del pont s'obren unes 500 vegades a l'any.
El pont és sobre el Tower Subway, la primera línia de metro (ferrocarril soterrat) del món (1870).

## Trànsit

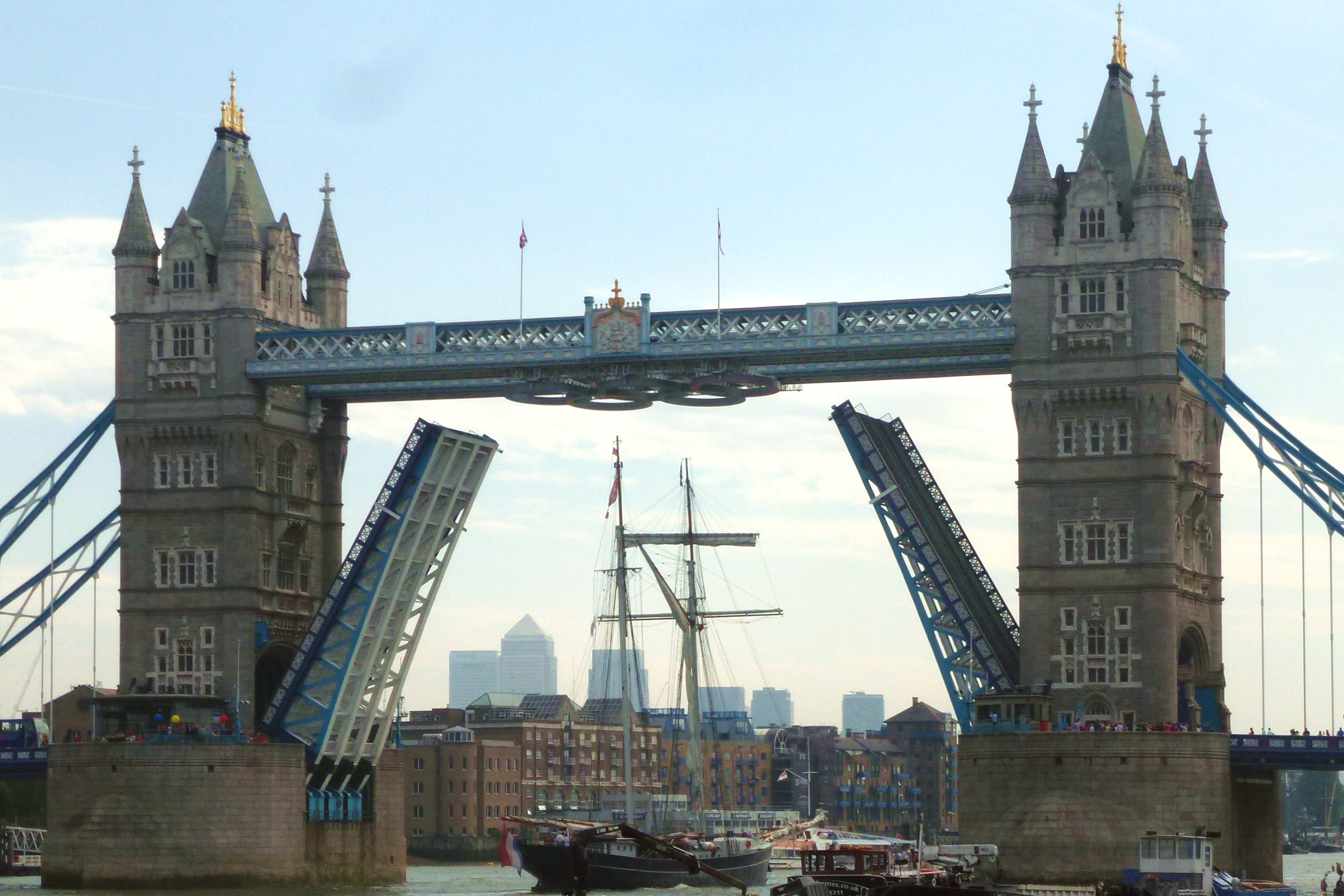
El veler de mastelers alts Wylde Swan passant per sota del Pont de la Torre decorat per a les Olimpíades de Londres a l'agost de 2012.

### Carretera
El Pont de la Torre segueix sent un encreuament molt transitat del Tàmesi: és creuat per més de quaranta mil persones cada dia entre motoristes, ciclistes i vianants. El pont està en la London Inner Ring Road, i està en el límit aquest de la zona de la tarifa de congestió de Londres (el pont no està inclòs a la zona).
Per mantenir la integritat de l'estructura, la City of London Corporation ha imposat un límit de velocitat de 32 km/h, i un límit de pes de 18 tones per als vehicles que usin el pont. Un sistema de càmeres mesura la velocitat del tràfic que creua el pont usant un sistema de reconeixement de matrícules per enviar multes als conductors amb excés de velocitat. Un segon sistema monitoritza altres paràmetres dels vehicles, i usa detectors de bucle d'inducció i sensors piezoelèctrics per mesurar el pes, l'altura del xassís per sobre del nivell del sòl i el nombre d'eixos de cada vehicle.

### Riu
Les bàscules s'eleven unes mil vegades a l'any. El tràfic fluvial s'ha reduït molt, però encara té prioritat sobre el tràfic rodat. Actualment, es necessita avisar amb 24 hores d'antelació perquè s'obri el pont, i els horaris d'obertura es publiquen per endavant a la seva pàgina web.

## Tower Bridge Exhibition

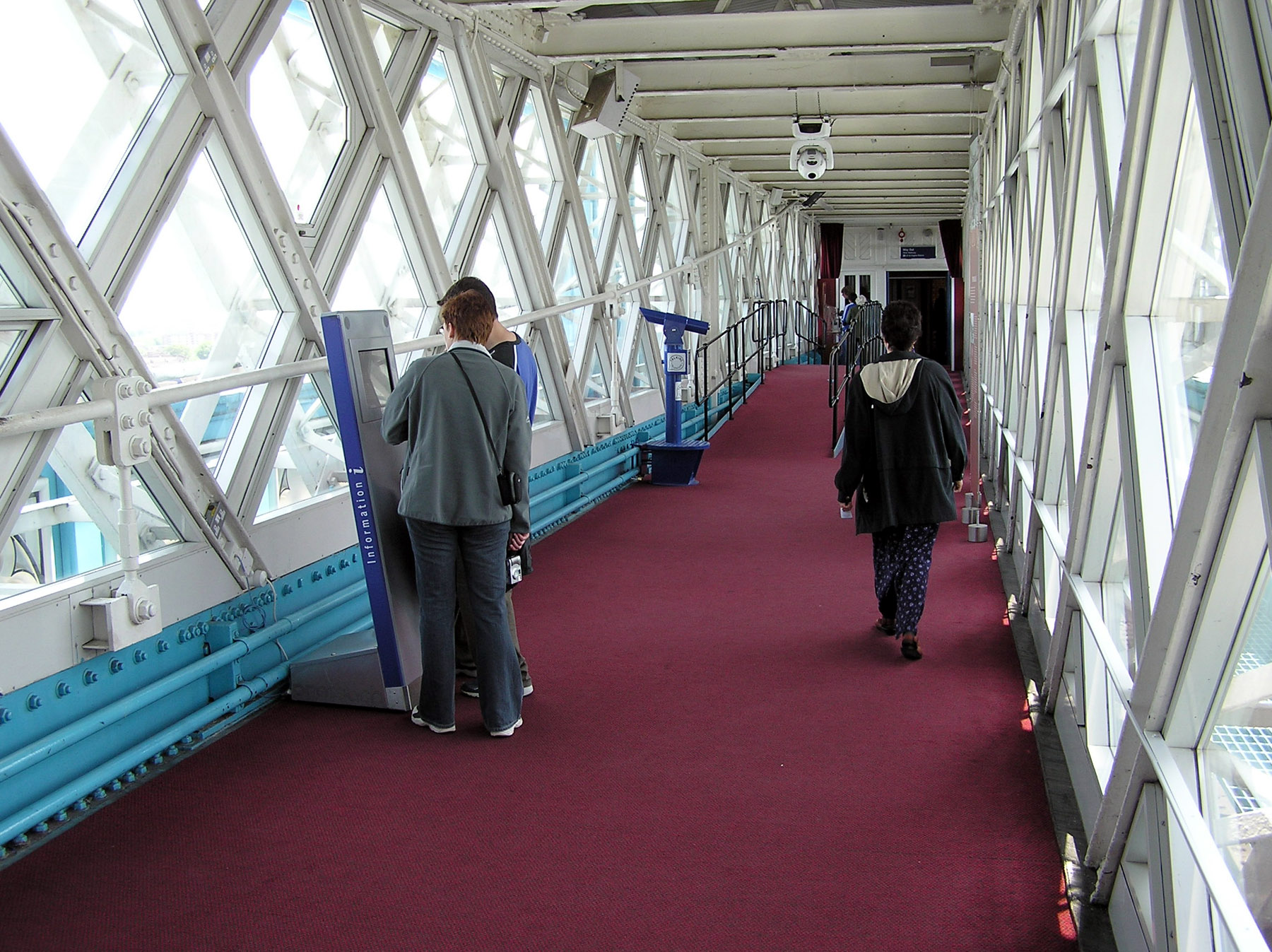
Interior de la passarel·la entre les torres, usada com a espai d'exposicions.

La Tower Bridge Exhibition és una exposició situada a les torres bessones del pont, les passarel·les entre les torres i les sales de màquines victorianes. Usa pel·lícules, fotografies i pantalles interactives per explicar per què i com es va construir el Pont de la Torre. Els visitants poden accedir a les màquines de vapor originals que antigament impulsaven les bàscules del pont, situades en un edifici prop de l'extrem sud del pont.
L'exposició cobra una tarifa d'entrada. L'entrada és des del costat oest de la coberta del pont per la torre nord, des d'on els visitants ascendeixen a la planta quarta en ascensor abans de creuar les passarel·les cap a la torre sud. A les torres i passarel·les hi ha una exposició sobre la història del pont. Les passarel·les també proporcionen vistes sobre la ciutat, la Torre de Londres i la Pool of London, i tenen una secció amb sòl de cristall. Des de la torre sud, els visitants poden visitar les sales de màquines, on es troben els motors de vapor originals, que estan situats en un edifici separat al costat de l'accés sud al pont.

## Reacció

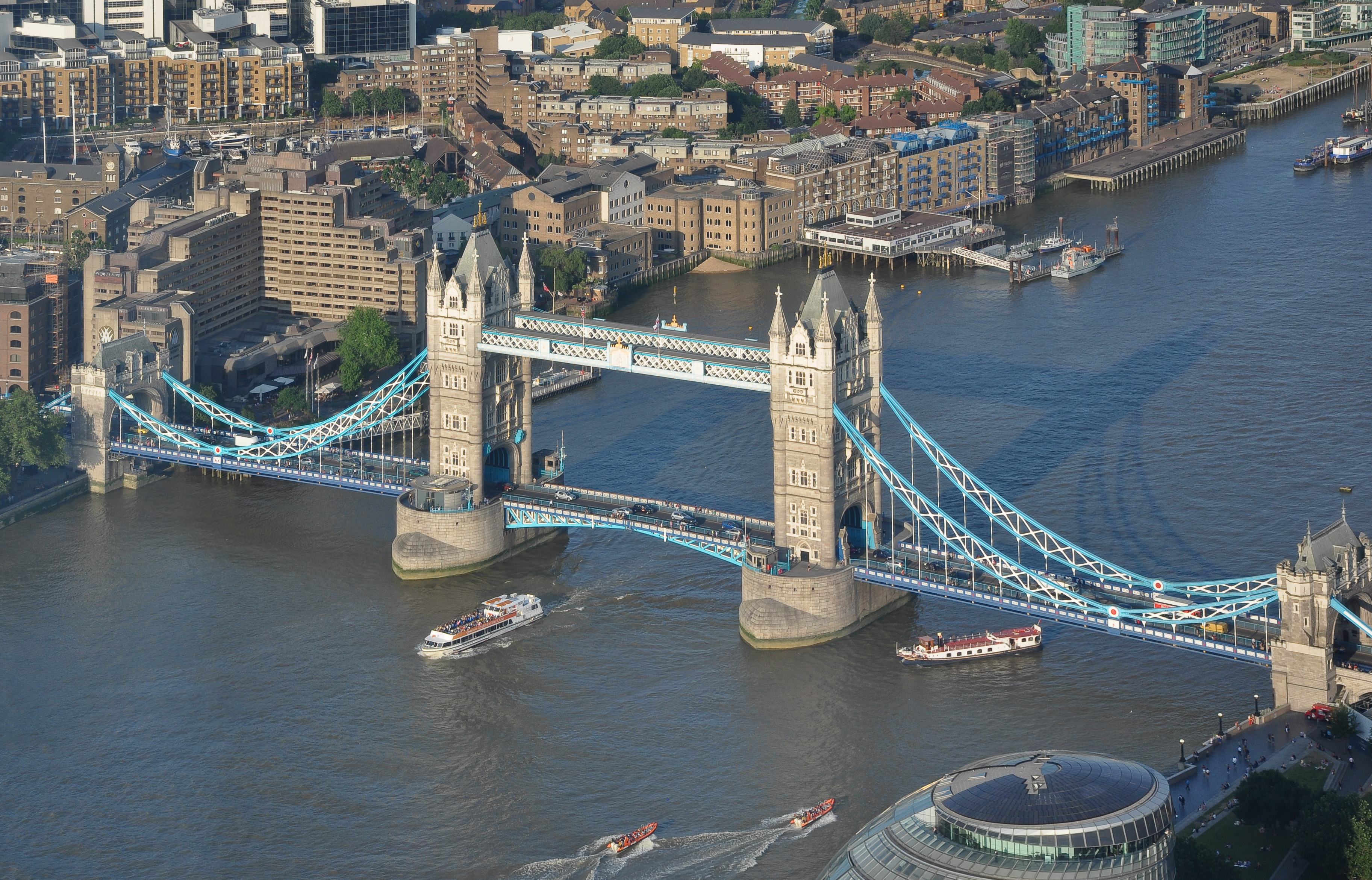
Vista aèria del Pont de la Torre.

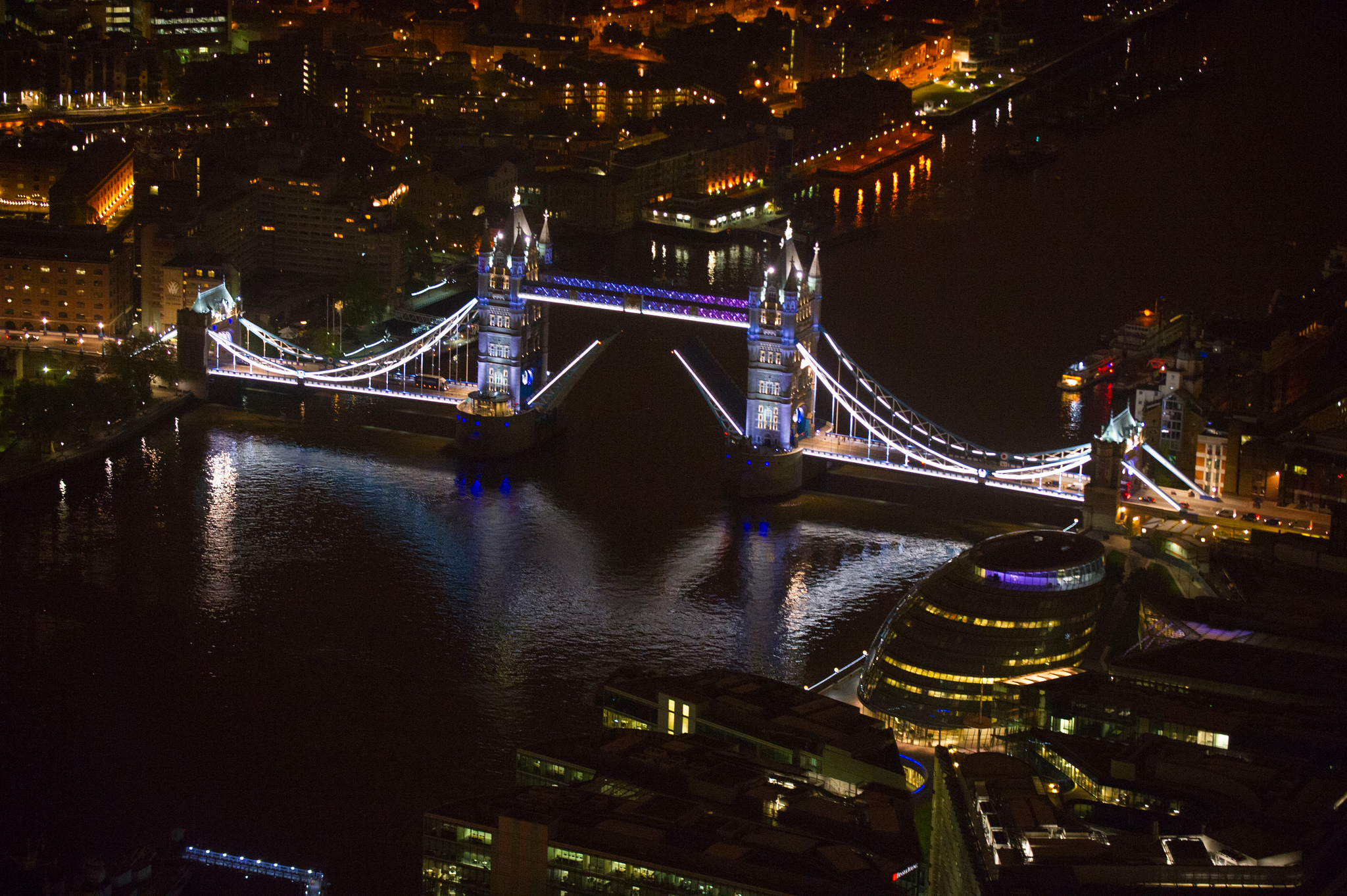
Vista aèria a la nit, amb el pont obert.

Encara que el Pont de la Torre és indubtablement un monument emblemàtic de Londres, els comentaristes professionals de principis del segle segle xx van ser crítics amb la seva estètica. «Representa el vici de la cursileria i la pretensiositat, i la falsificació dels fets reals de l'estructura», va escriure Henry Heathcote Statham, mentre que Frank Brangwyn va afirmar: «Mai s'ha construït una estructura més absurda que el Pont de la Torre per creuar un riu estratègic».
D'altra banda, Benjamin Crisler, el crític de cinema del New York Times, va escriure en 1938: «Els britànics tenen tres úniques i valuoses institucions que nosaltres a Amèrica no tenim: la Carta Magna, el Pont de la Torre i Alfred Hitchcock».
L'historiador d'arquitectura Dan Cruickshank va seleccionar al Pont de la Torre com una de les seves quatre estructures per a la sèrie documental de televisió de la BBC de 2002 Britain's Best Buildings.
El Pont de la Torre es confon sovint amb el Pont de Londres, el següent pont riu amunt del Tàmesi. Una popular llegenda urbana afirma que en 1968, Robert P. McCulloch, el comprador de l'antic Pont de Londres que va ser transportat a Lake Havasu City (Arizona), creia que estava comprant el Pont de la Torre. Això va ser negat pel mateix McCulloch i ha estat desacreditat per Ivan Luckin, el venedor del pont.
A la ciutat de Suzhou (Xina) s'ha construït una rèplica parcial del Pont de la Torre. La rèplica difereix de l'original en què no té mecanisme d'elevació i que té quatre torres separades.

## Galeria

### Seqüència d'obertura

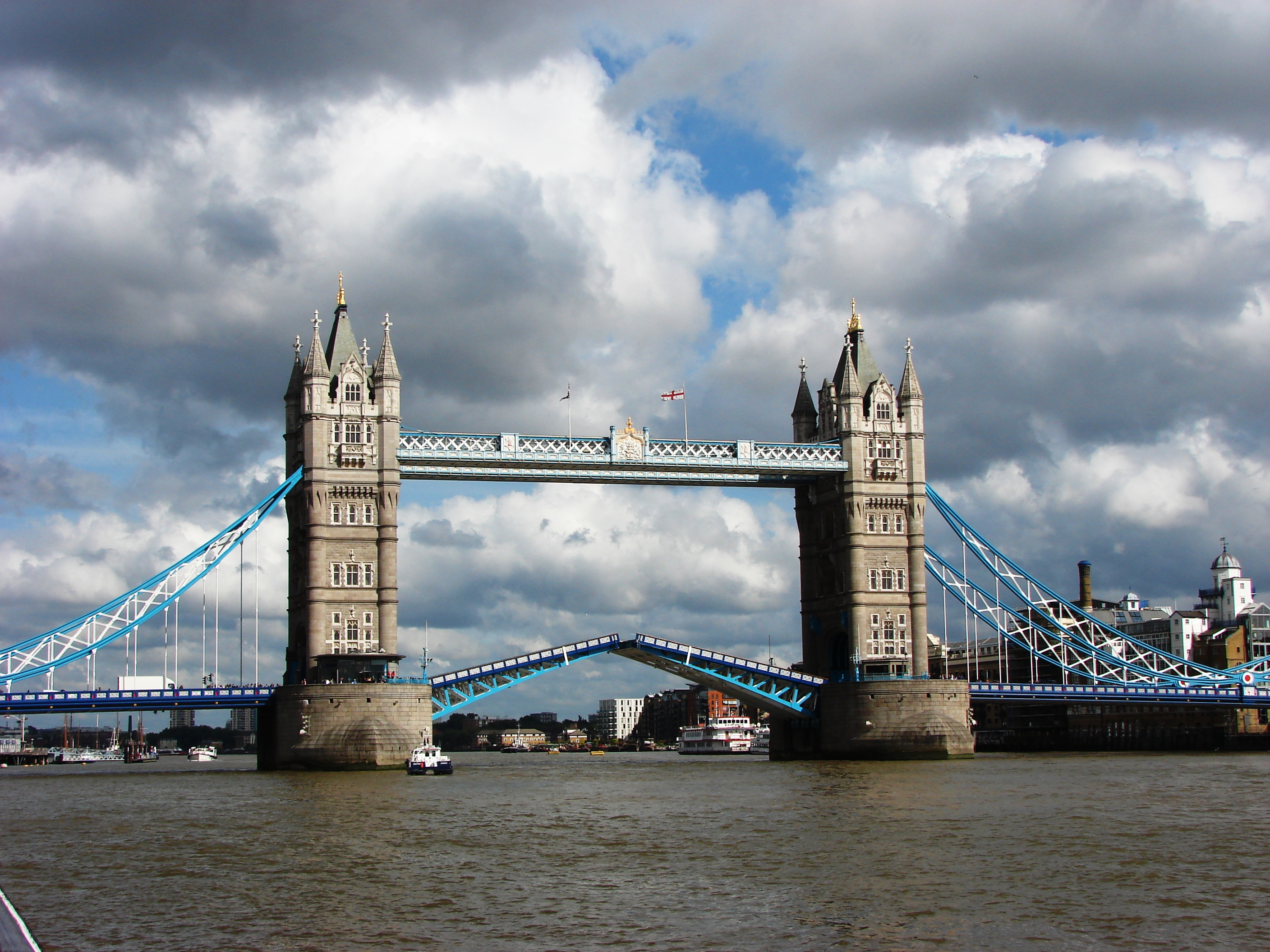
Seqüència d'obertura 1
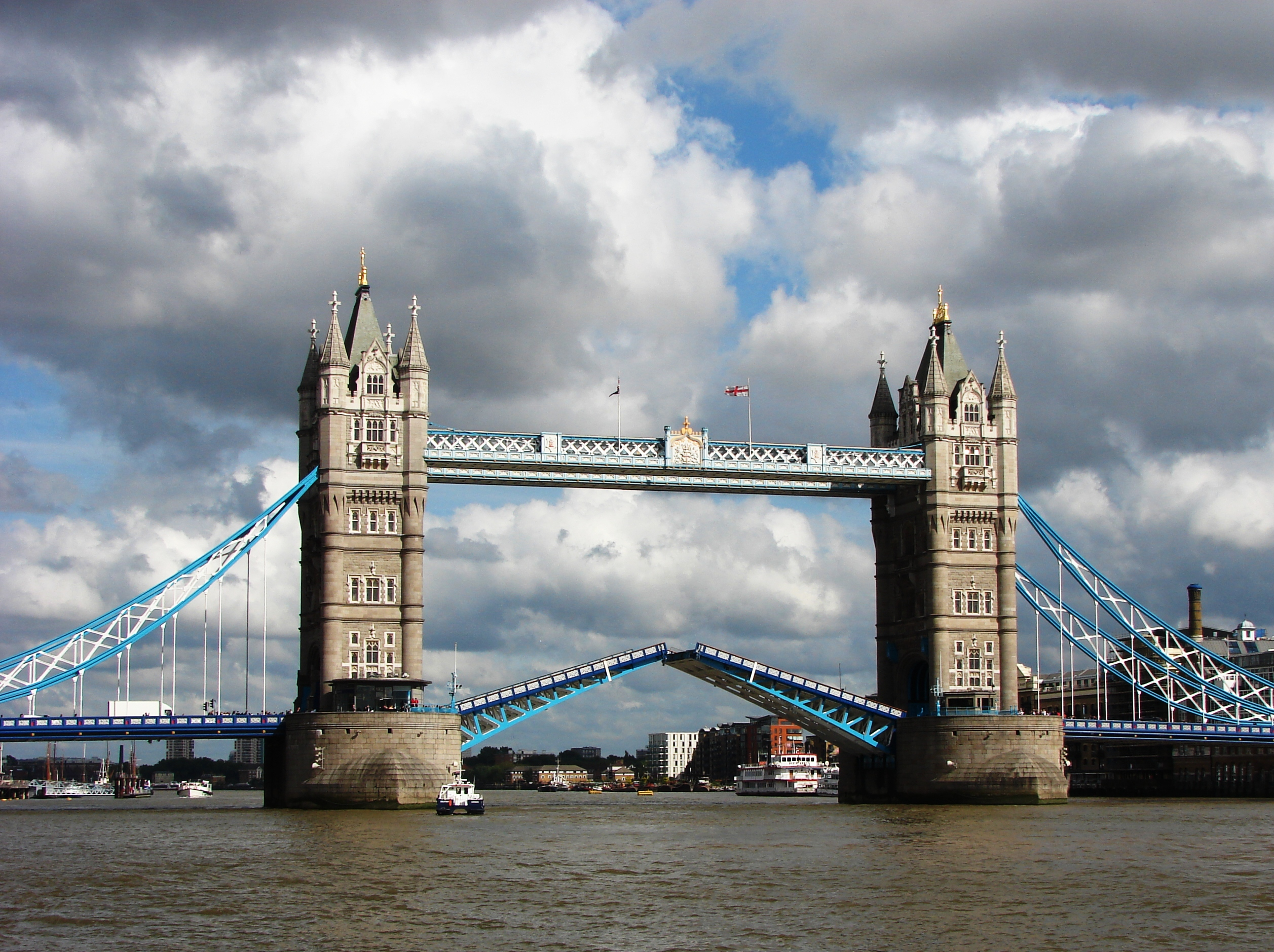
Seqüència d'obertura 2
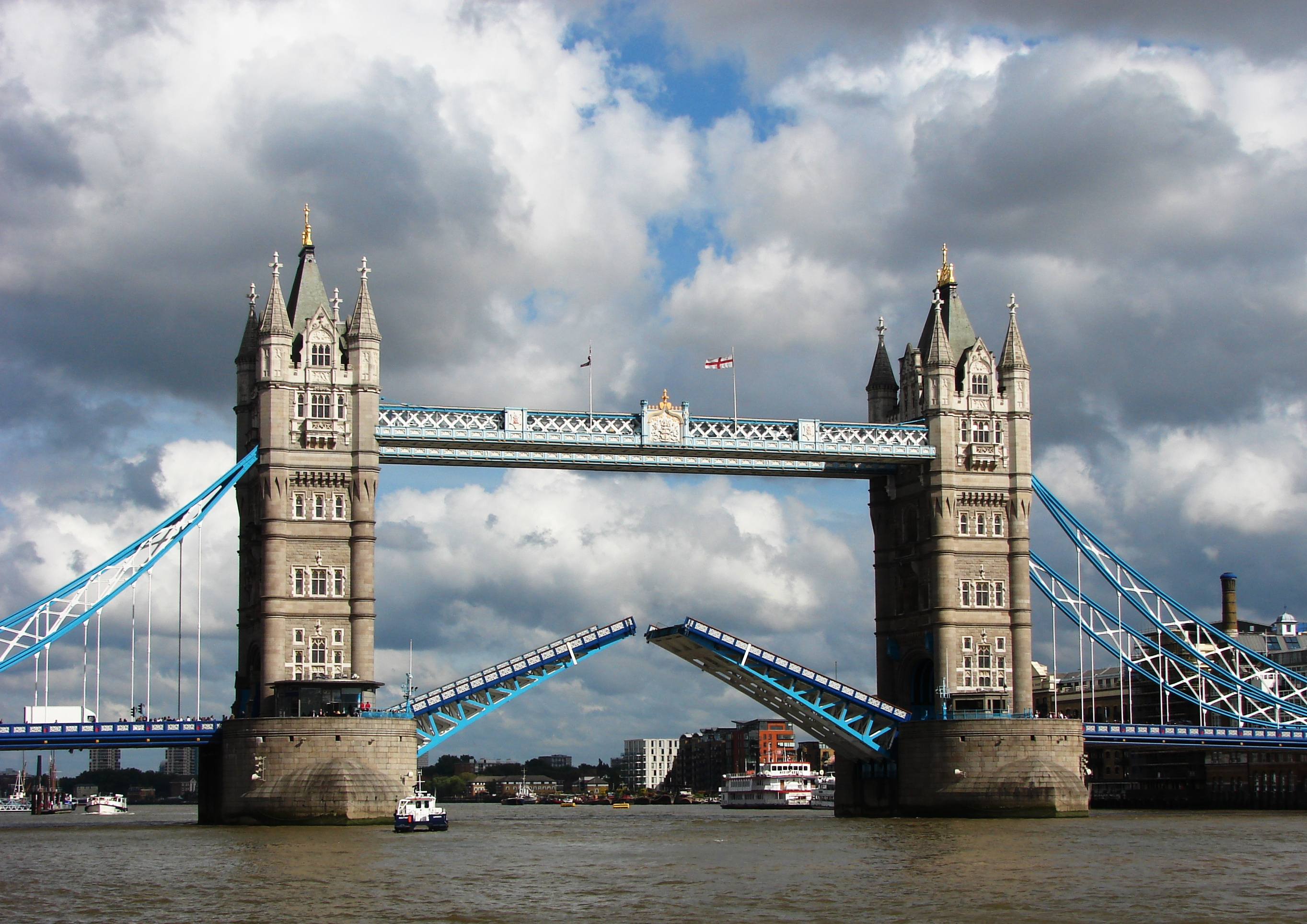
Seqüència d'obertura 3
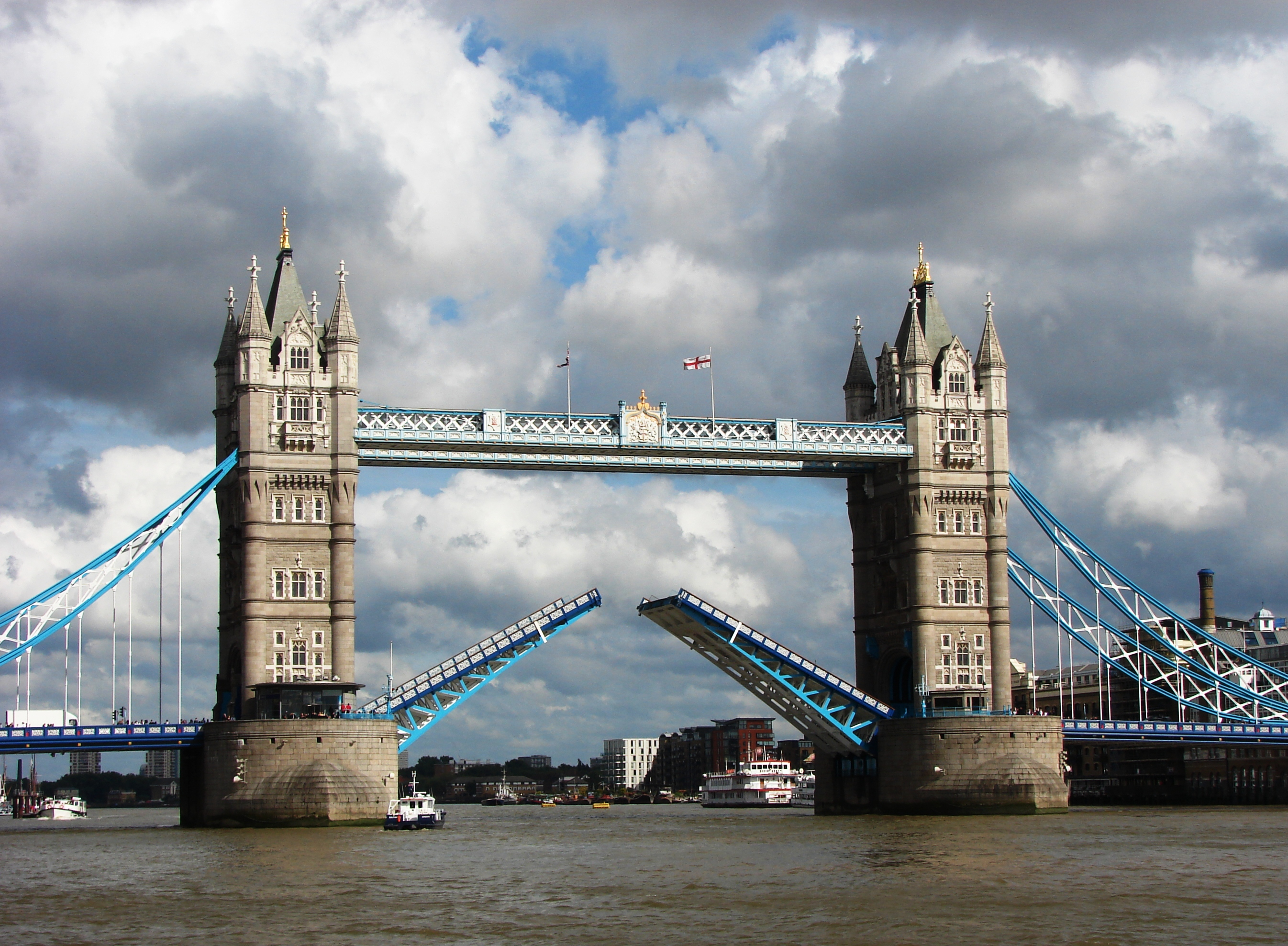
Seqüència d'obertura 4
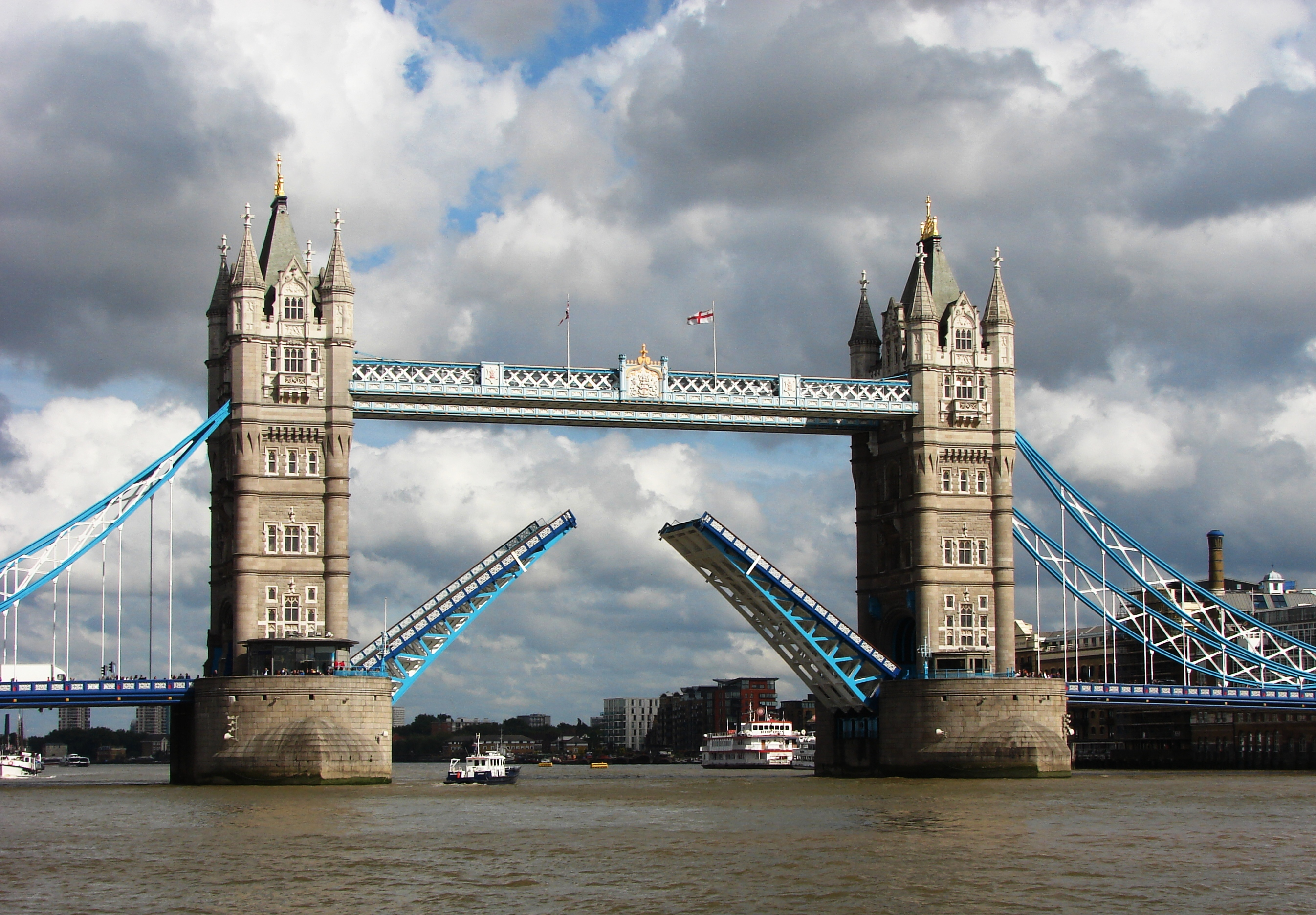
Seqüència d'obertura 5
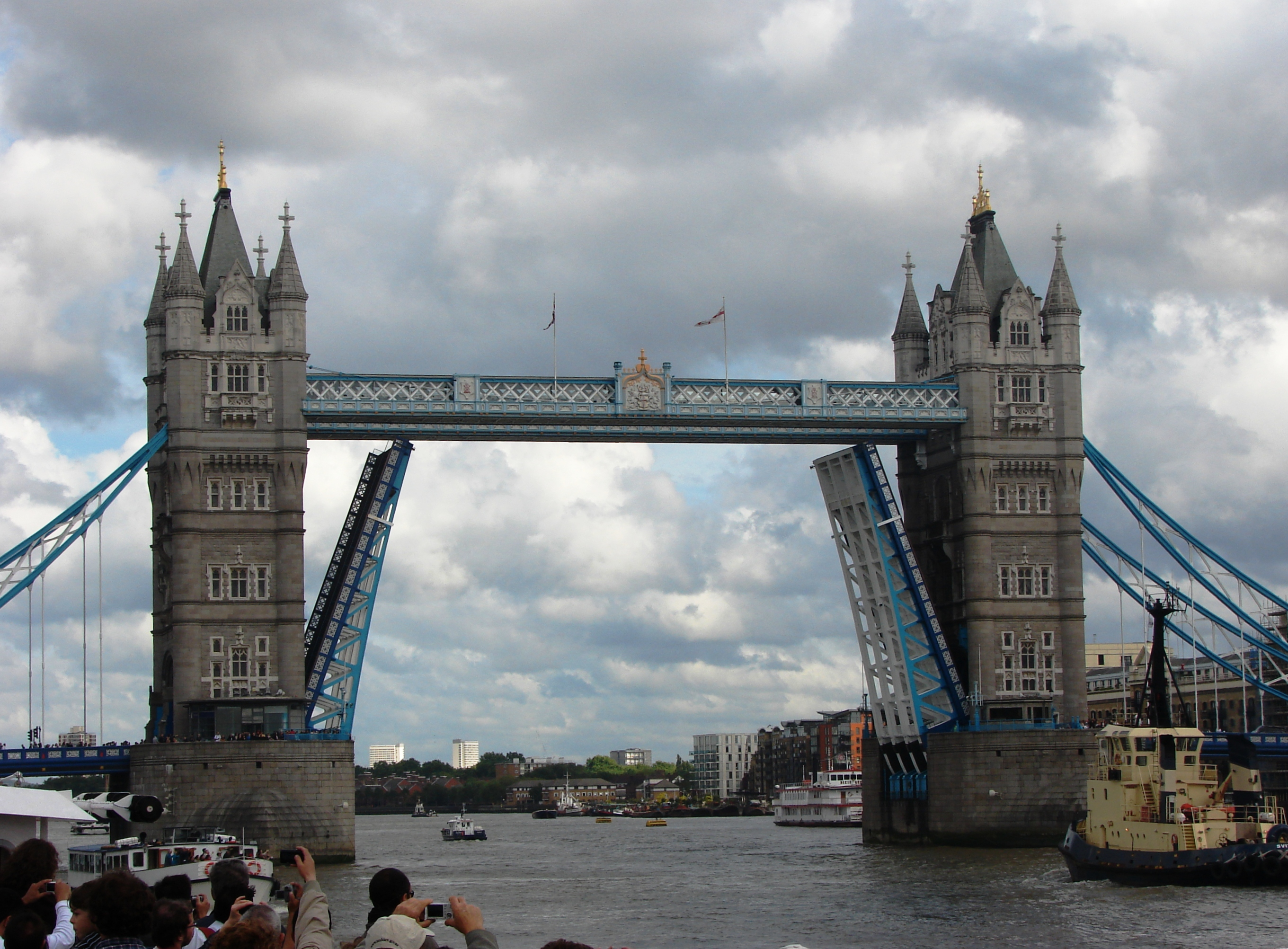
Seqüència d'obertura 6
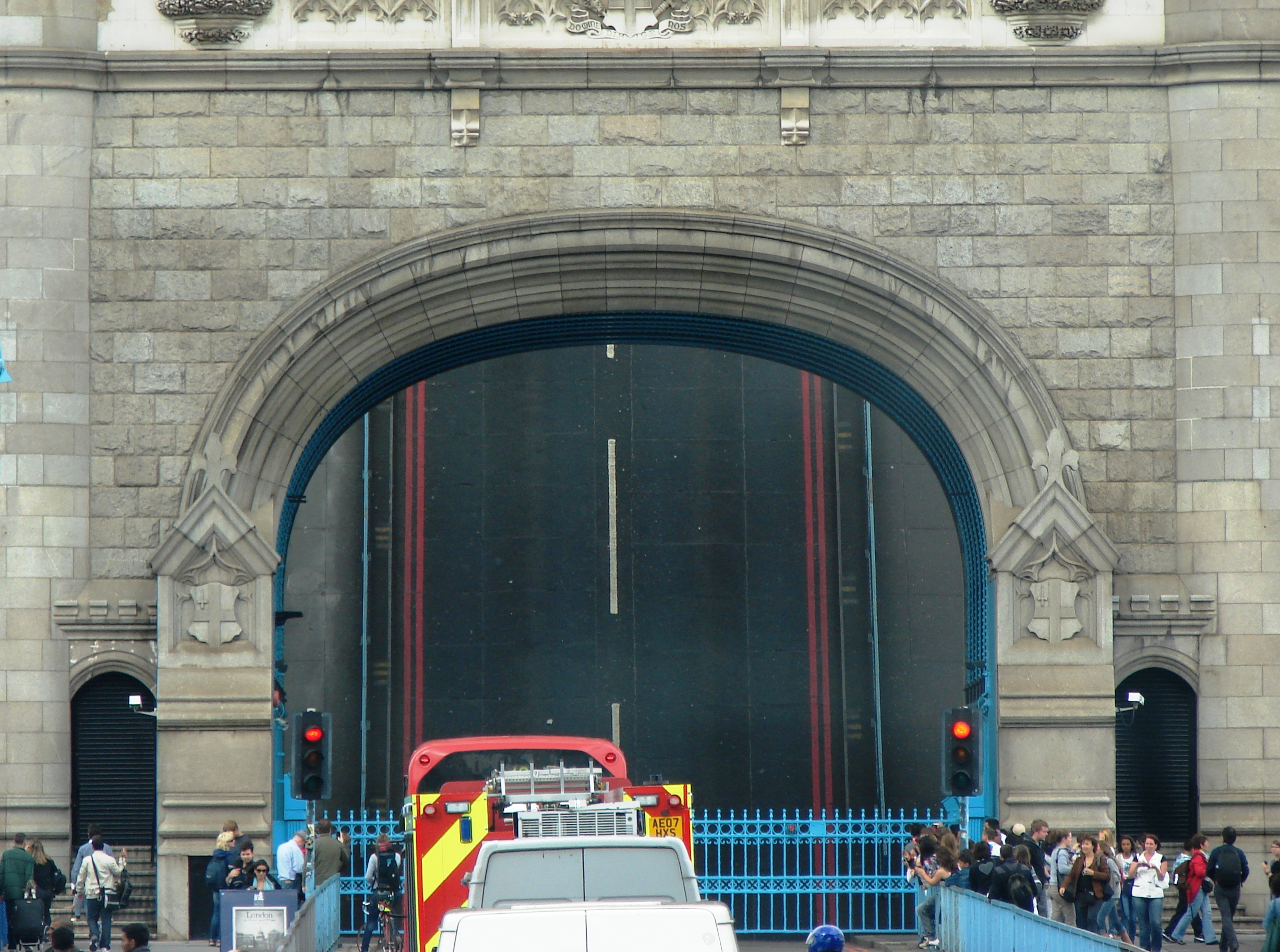
Obertura total

### Fotografies

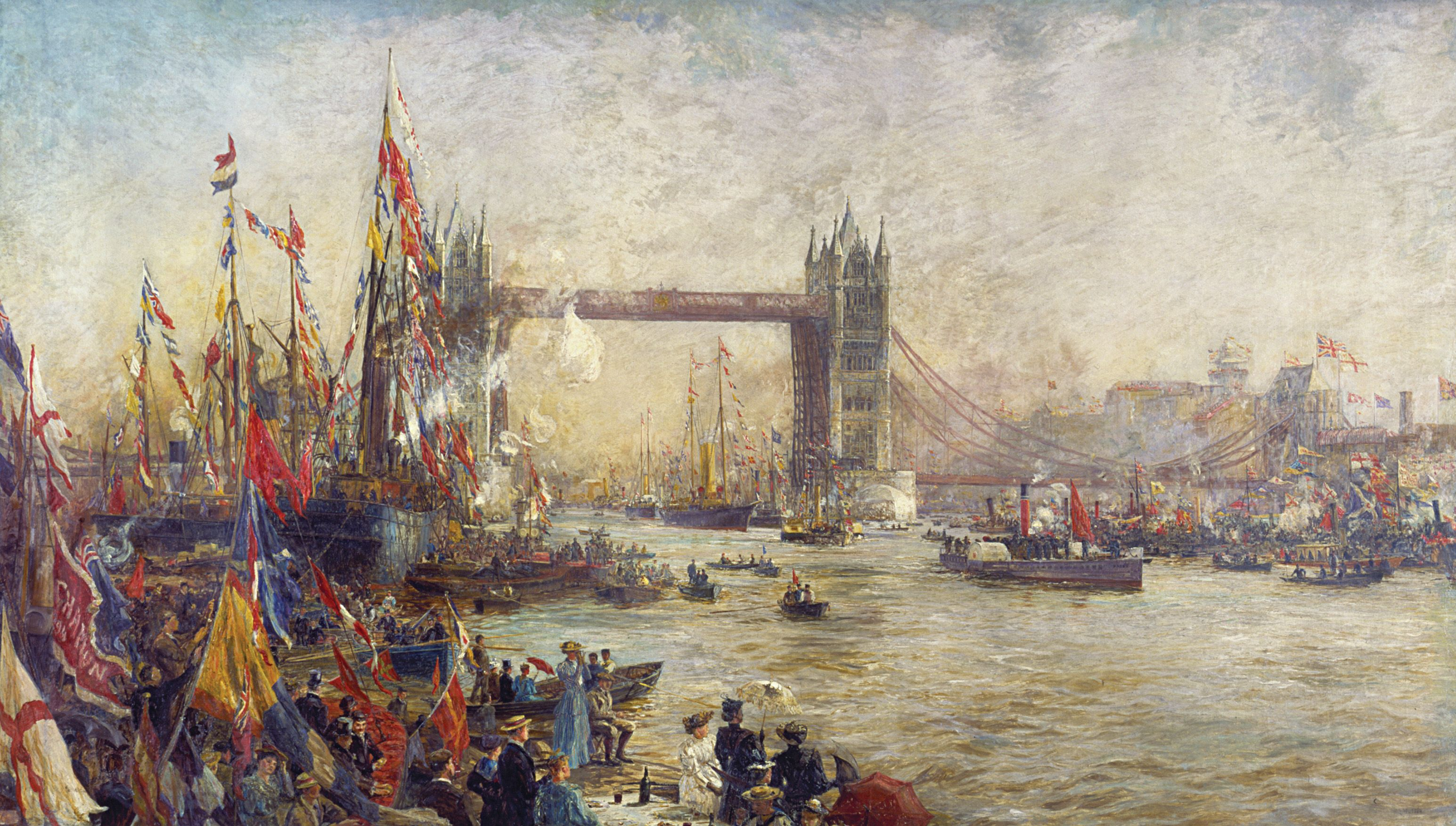
William Lionel Wyllie, "The Opening of Tower Bridge" (1895)
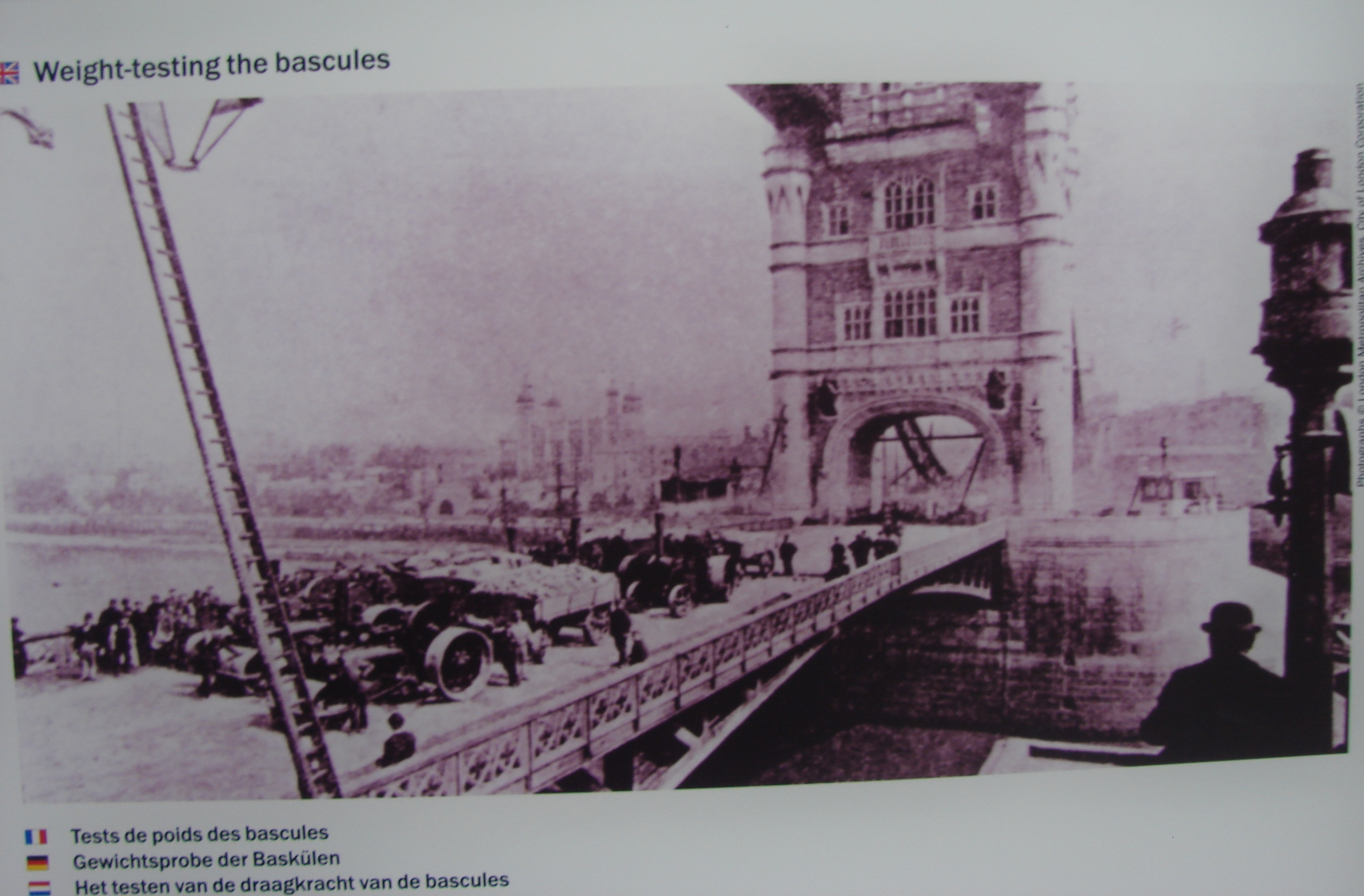
Tower_Bridge,London_Construction_photo_2
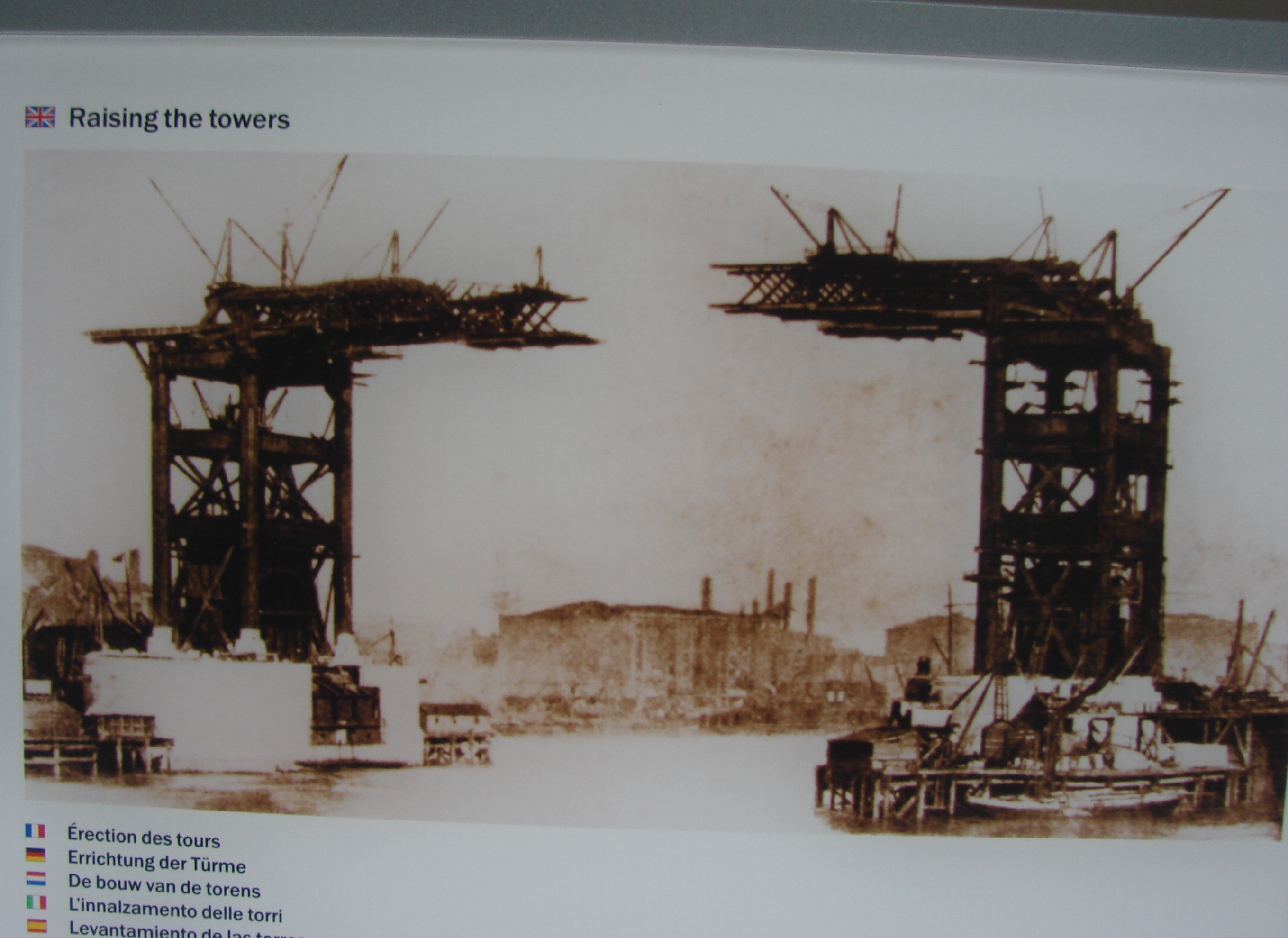
Tower Bridge, London Under Construction 1
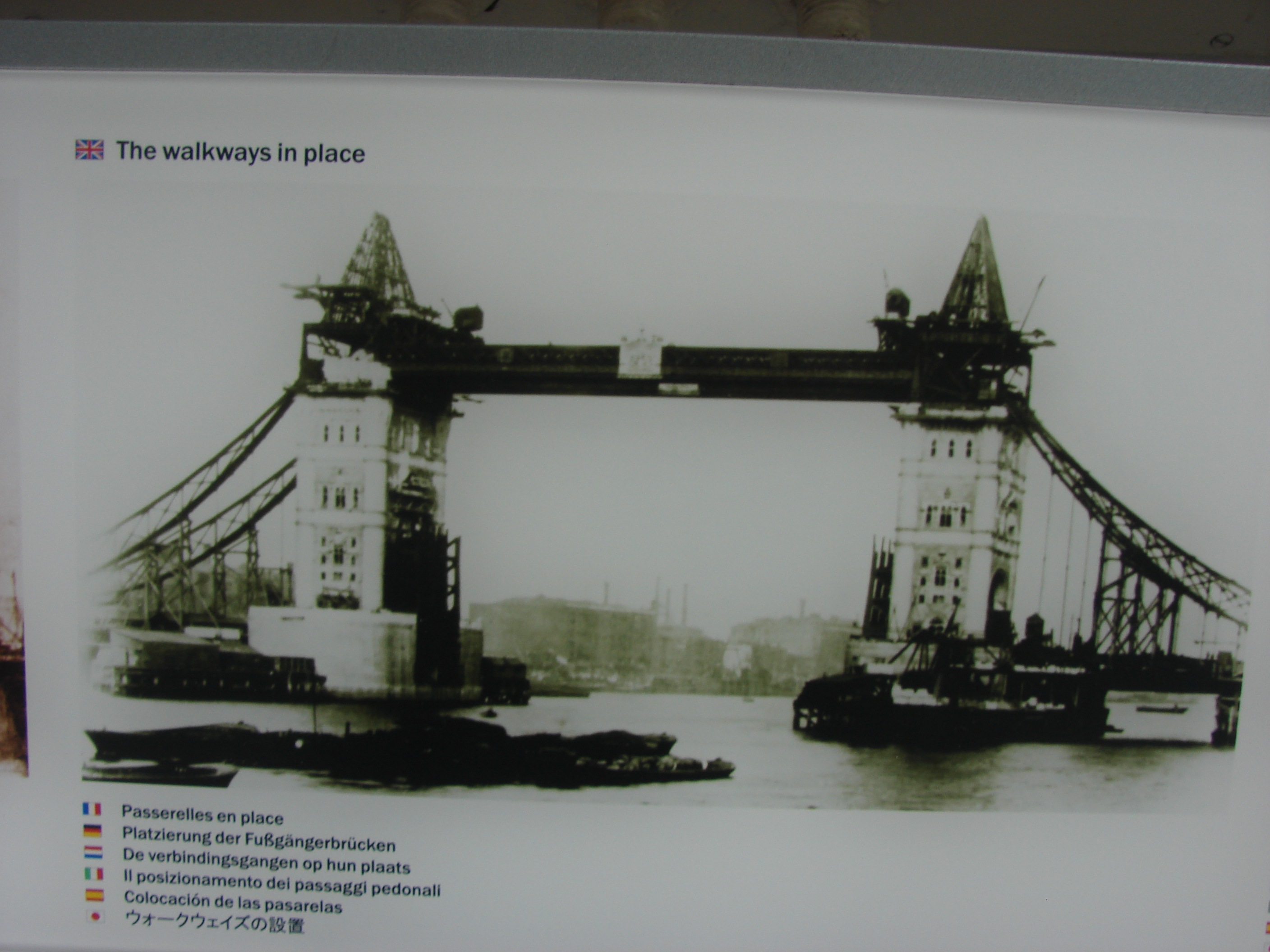
Tower Bridge, London Under Construction 2
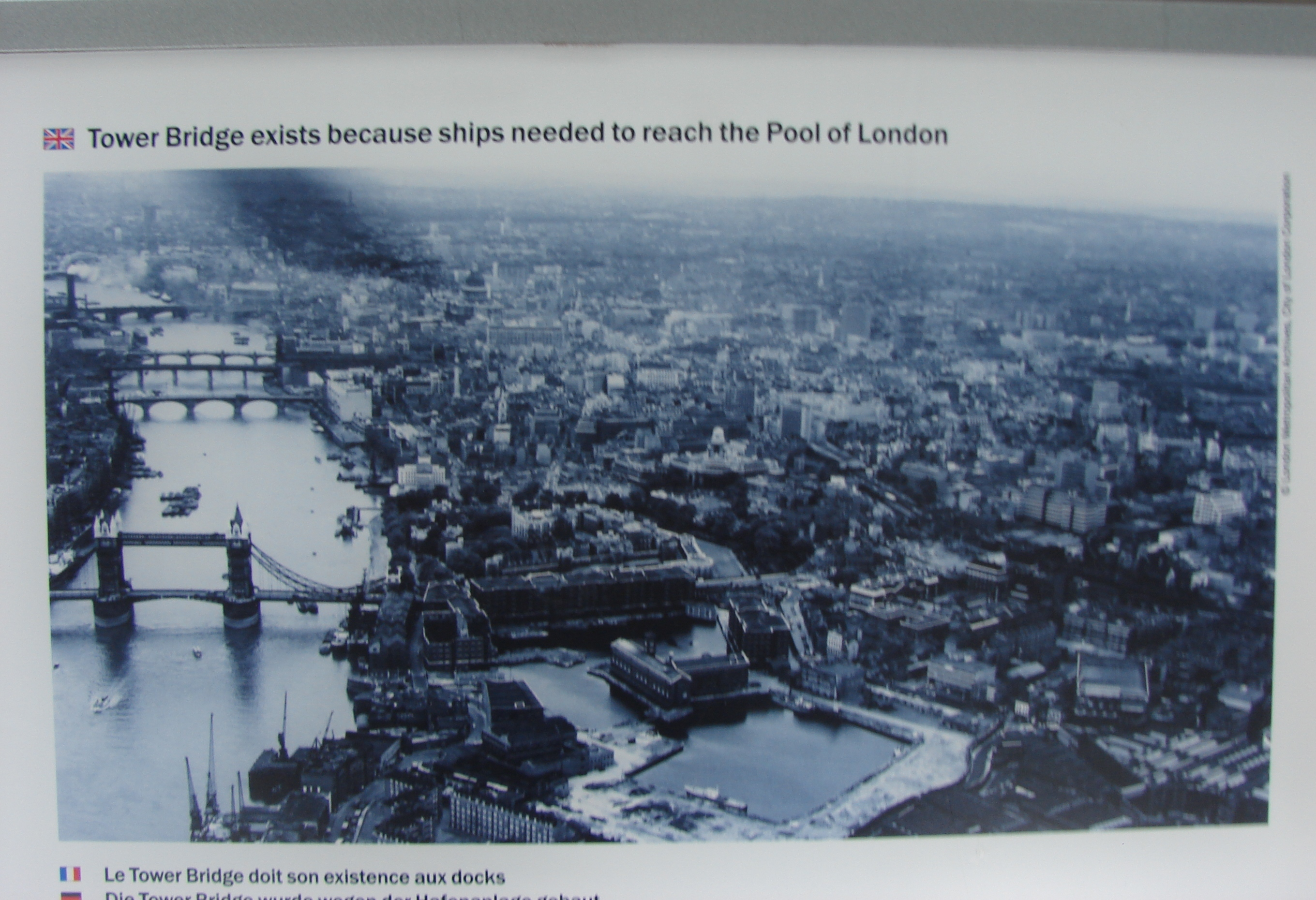
Tower Bridge, London Old photo
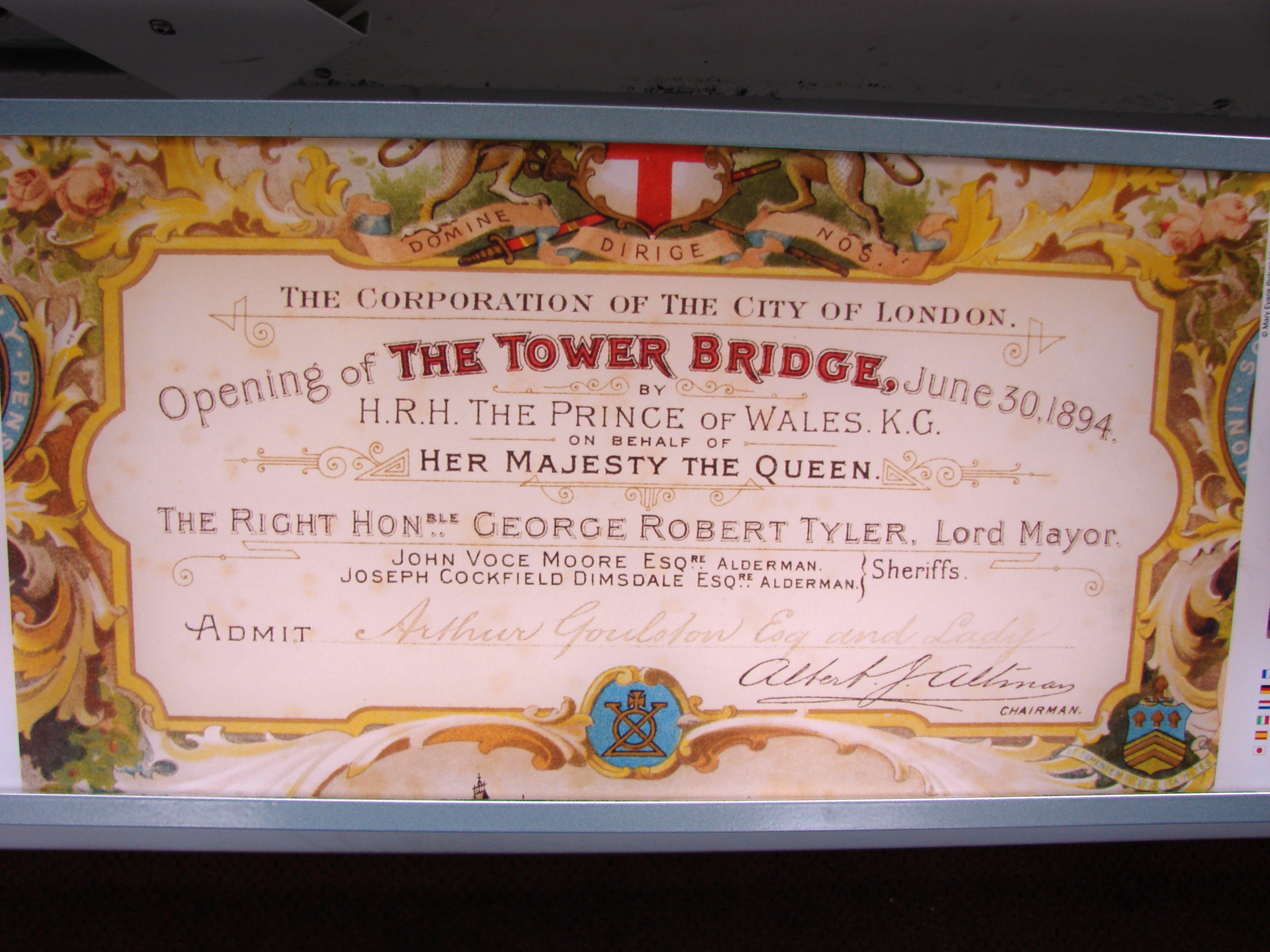
The invitation of opening of Tower Bridge, London
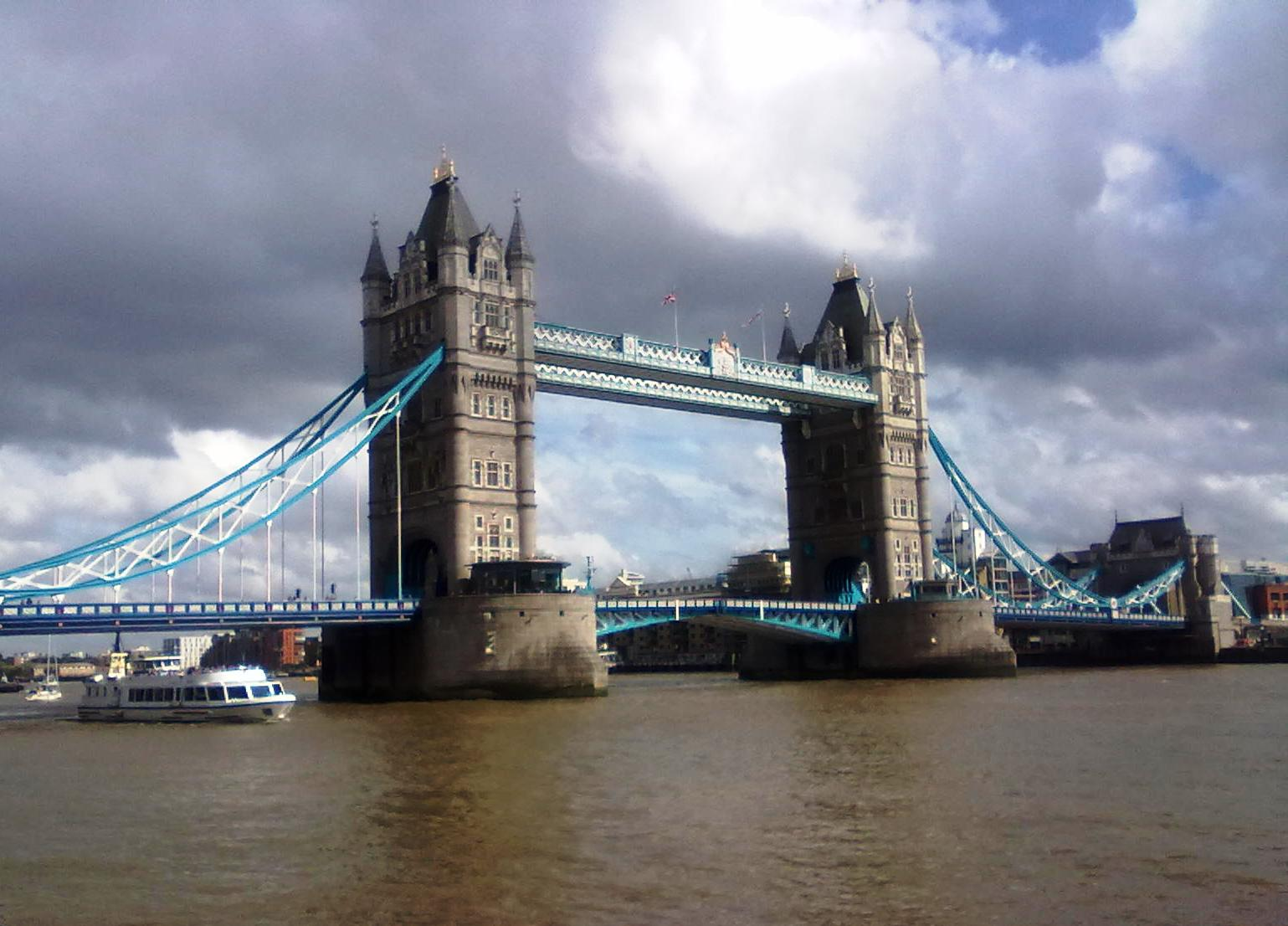
The Tower Bridge, London
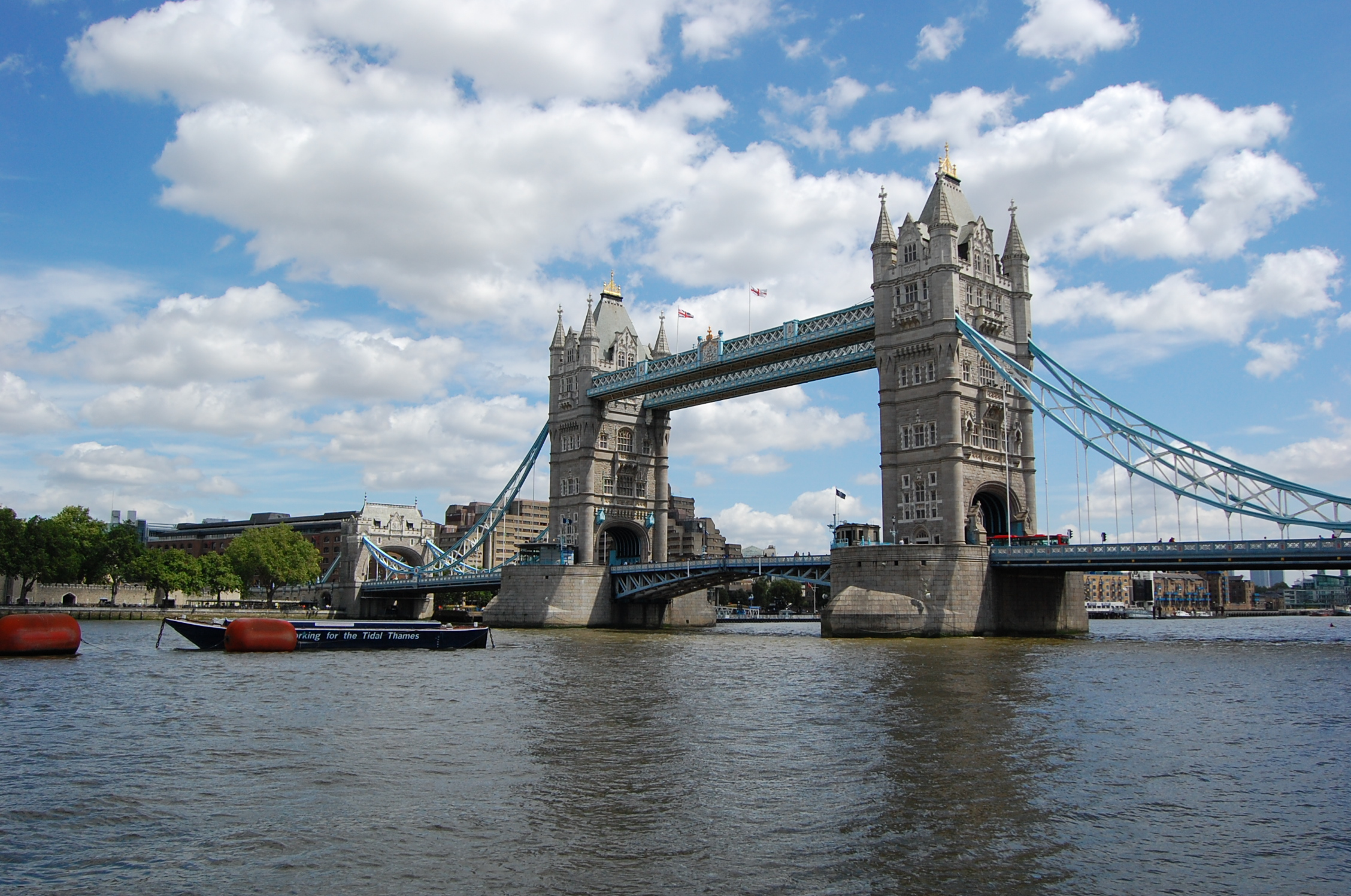
Tower Bridge during day
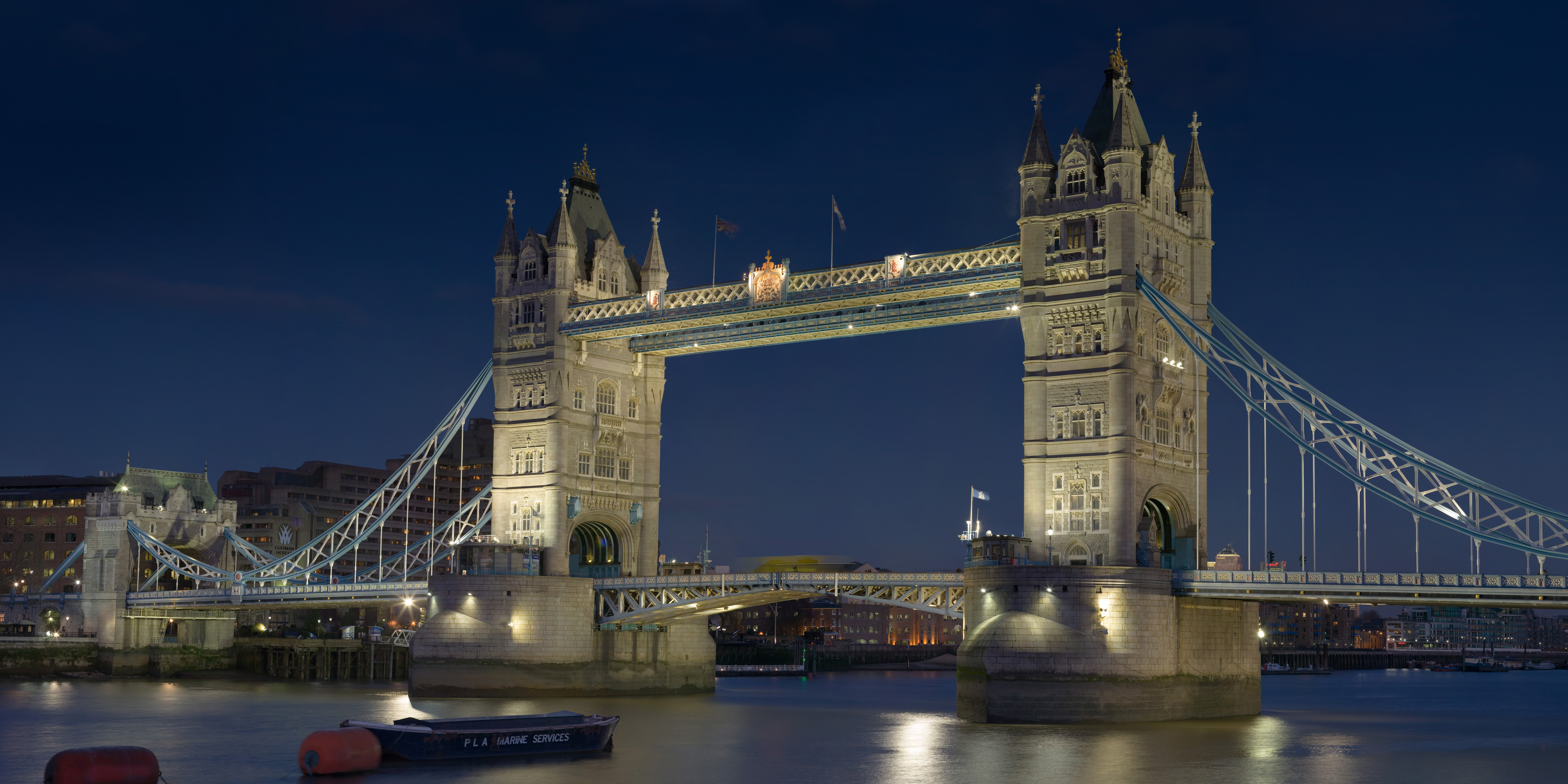
Tower Bridge at night
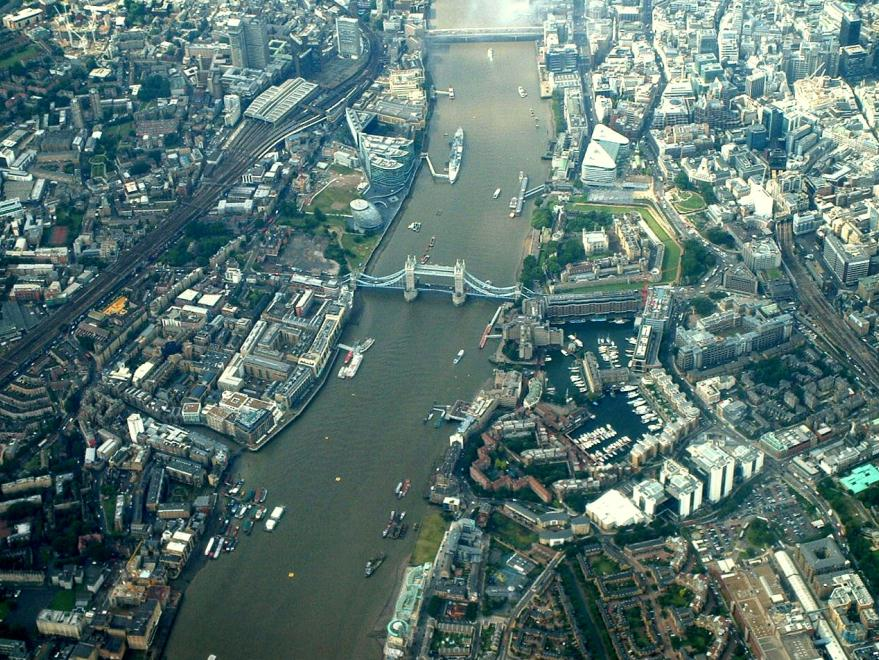
Tower Bridge area from the air
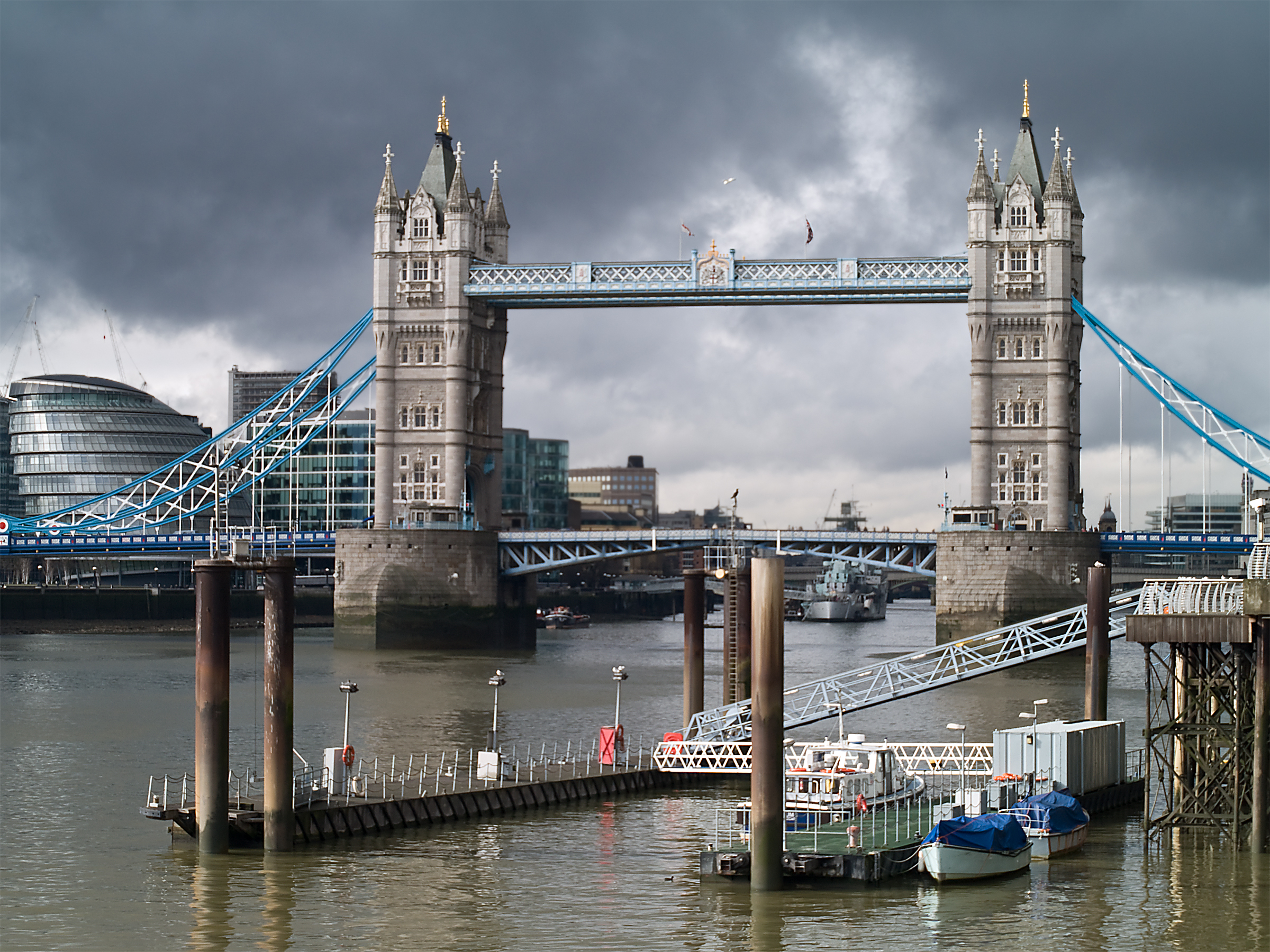
Tower Bridge seen from the north bank of the Thames
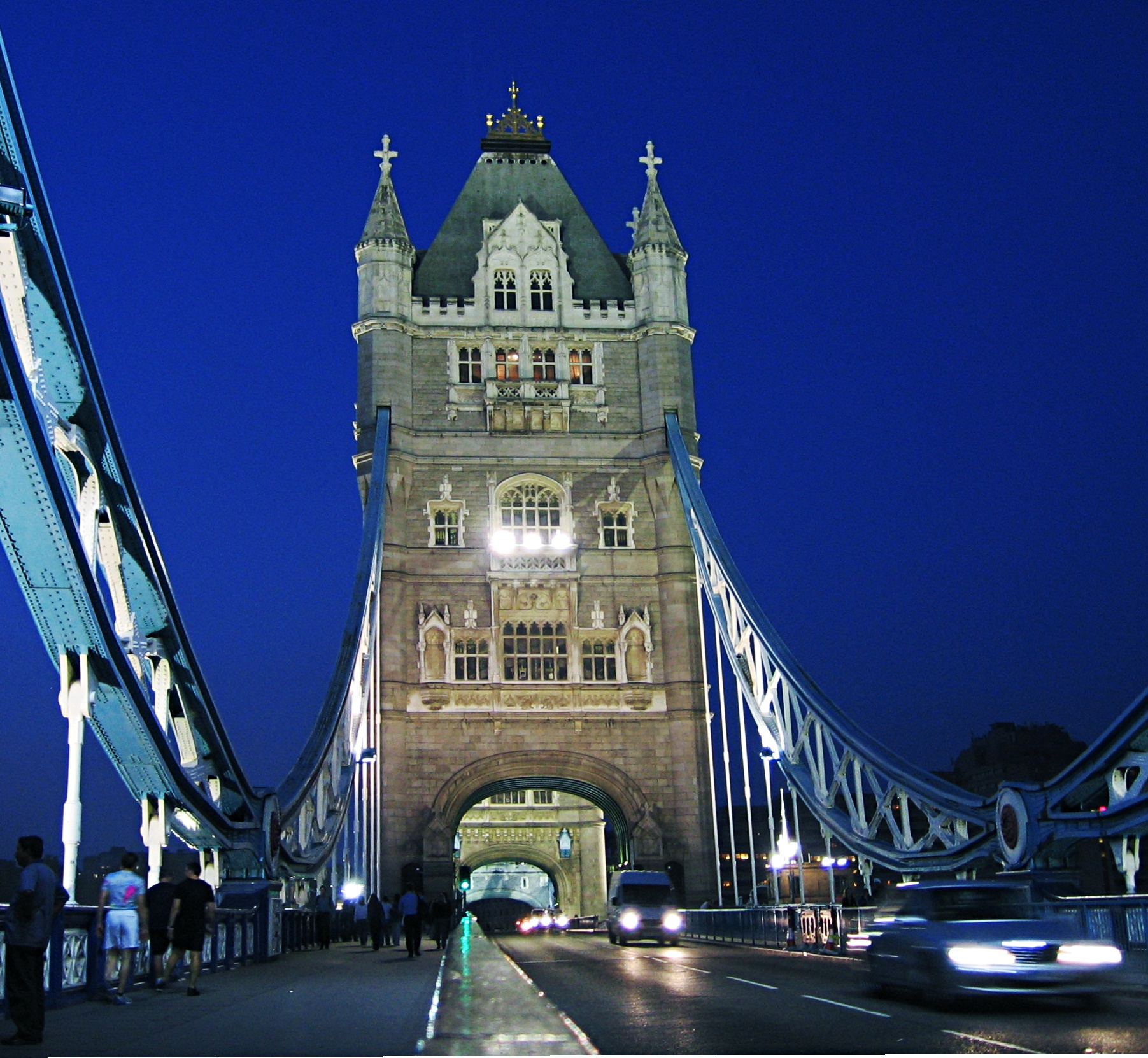
South view at dusk
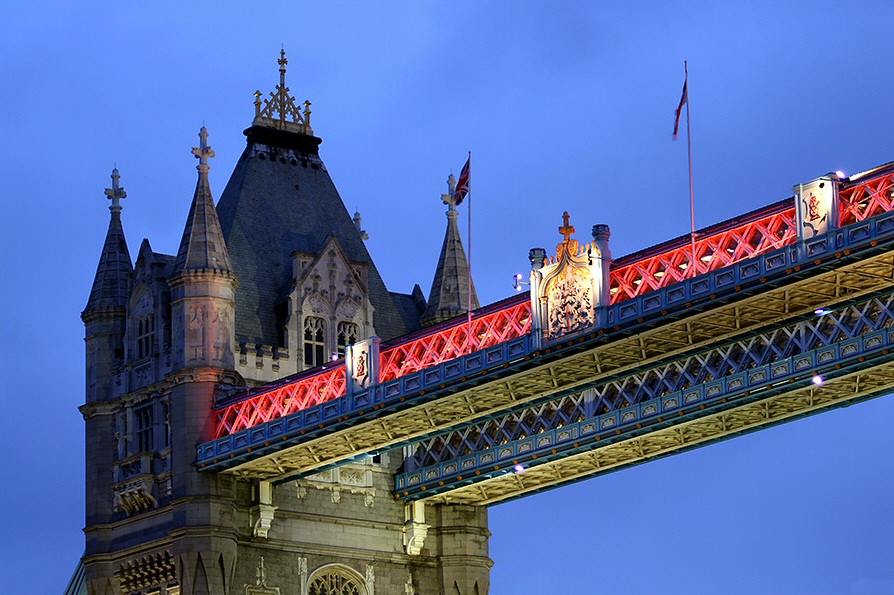
Close-up of walkways, illuminated at dusk
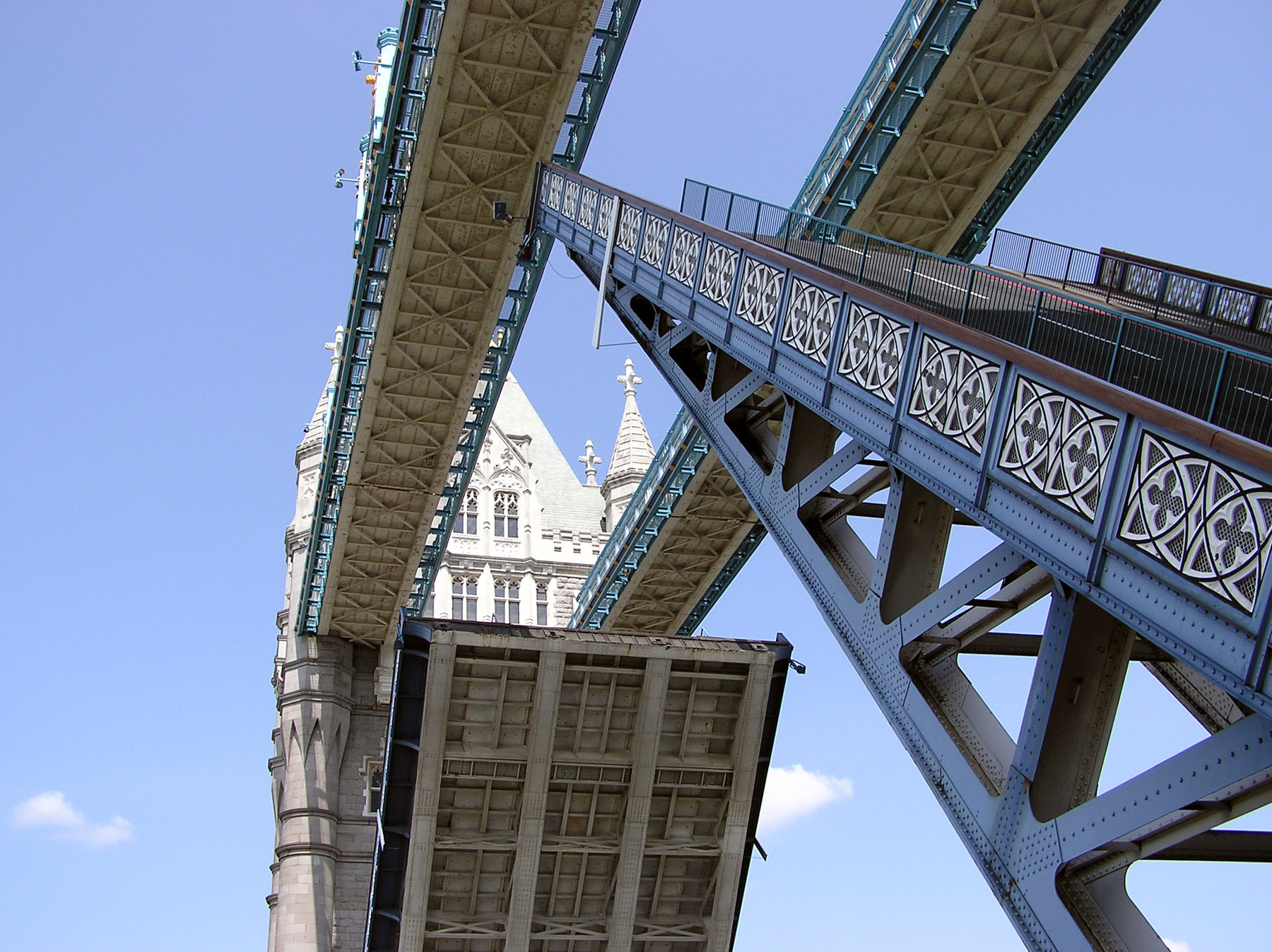
Close-up of opened bascules
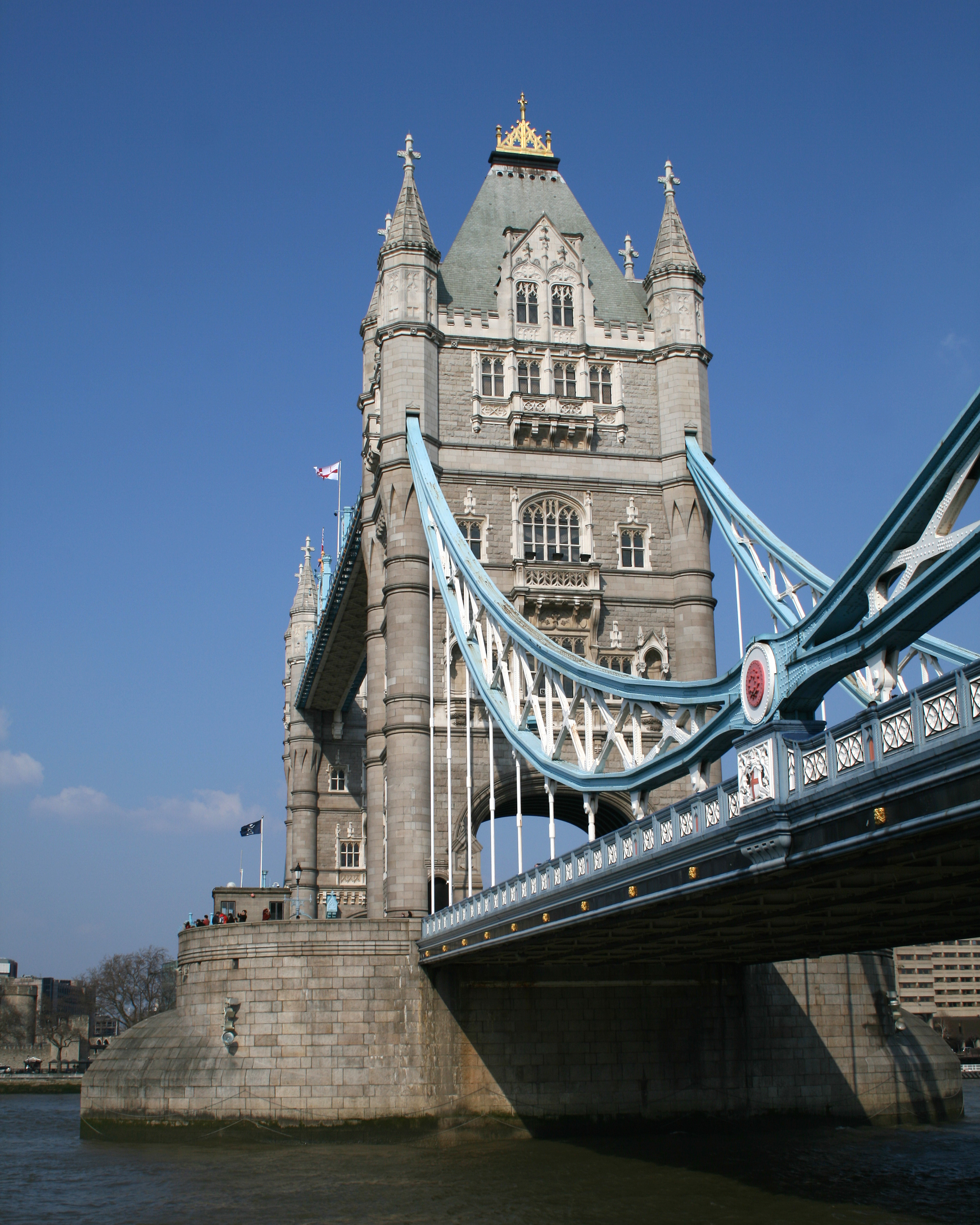
The south tower, showing pier at river level